# Christoph Bertram (Schauspieler)
Christoph Bertram (* 1990 in Lutherstadt Wittenberg) ist ein deutscher Schauspieler.

## Leben
Christoph Bertram studierte zunächst Sozialversicherungswesen. Nach seinem Studienabschluss 2011 absolvierte er von 2012 bis 2016 seine Schauspielausbildung an der Schule des Theaters im Theater der Keller in Köln und arbeitet seither als freier Schauspieler für die Bühne und den Film. 2015 wurde er für den Kölner Nachwuchsschauspielerpreis „PUCK“ nominiert.
Nach seiner Ausbildung folgten 2016/17 Engagements an freien Kölner Bühnen, so am Freien Werkstatt Theater Köln und am „Theater Tiefrot“. 2017 gastierte er am Schlosstheater Celle in der Weihnachtsproduktion Die kleine Hexe. Ab der Spielzeit 2016/17 war er am Theater Krefeld und Mönchengladbach engagiert, wo er über mehrere Spielzeiten die Titelrolle im Kinder- und Jugendstück Zwerg Nase spielte.
Weitere Engagements hatte er an der „Komödie in der Steinstraße“ in Düsseldorf (2018), am Theaterhaus G7 in Mannheim (Spielzeit 2018/19) und am „Kabarett-Theater Klüngelpütz“ in Köln (2018–2020). In der Spielzeit 2019/20 übernahm er am Theater Krefeld und Mönchengladbach die Rolle des Wolfs im Puppentheater Die drei Schweinchen und der Wolf.
Zu seinem Kino- und TV-Arbeiten gehören u. a. Fritz Lang – Der andere in uns (2016), Babylon Berlin (2017), der Kölner Tatort: Familien (2018) und die TV-Dokumentation Die Aldi-Brüder (2018). Der Kinofilm Arme Ritter (2018), in dem Bertram in der Hauptrolle einen Vertreter der „Generation Y“ auf der Suche nach der Kunst, Liebe und Geborgenheit spielte, wurde im Wettbewerb der Internationalen Hofer Filmtage gezeigt. In der 2. Staffel der Fernsehserie Falk (2020) übernahm Bertram, an der Seite von Mira Bartuschek und Tatjana Clasing, eine der Episodenhauptrollen als mittelloser, kurz vor der Privatinsolvenz stehender junger Mann, dessen eigene Mutter von ihm die Rückzahlung seiner Schulden verlangt.
Als Sprecher arbeitete er u. a. für den WDR, für Radio Bremen, den rbb und 1Live. Bertram lebt in Köln.

## Filmografie (Auswahl)
- 2016: Fritz Lang – Der andere in uns (Kinofilm)
- 2016: Aufbruch (Fernsehfilm)
- 2017: Helen Dorn: Gnadenlos (Fernsehreihe)
- 2017: Babylon Berlin (Fernsehserie, eine Folge)
- 2018: Tatort: Familien (Fernsehreihe)
- 2018: Die Aldi-Brüder (Fernsehfilm, Dokumentation)
- 2018: Arme Ritter (Kinofilm)
- 2019: Meuchelbeck: Geheimnisträger (Fernsehserie, eine Folge)
- 2019: Bettys Diagnose: Ihr schönster Tag (Fernsehserie, eine Folge)
- 2020: Falk: Der Mutterschaftstest (Fernsehserie, eine Folge)
- 2022: Marie Brand und der entsorgte Mann (Fernsehreihe)

## Hörspiele (Auswahl)
- 2017: Benjamin Quabeck: Ruhrpott-Brüder: Fuffzig Minuten Berlin (Polizist) – Regie: Benjamin Quabeck (Original-Hörspiel, Kriminalhörspiel – WDR)
- 2020: Volker Kutscher: Der stumme Tod. Die Hörspielserie zu Babylon Berlin (Beleuchter/Oberbeleuchter Lüdenbach) – Bearbeitung und Regie: Benjamin Quabeck (Hörspielbearbeitung, Kriminalhörspiel – WDR/RB/RBB)
  - 1. und 3. Teil der sechsteiligen Fassung
  - 1. und 2. Teil der dreiteiligen Fassung
  - 1. Teil der zweiteiligen Fassung